# Tratamiento de base de datos
El tratamiento de las bases de datos, como base de gestión del conocimiento y de utilización de la inteligencia de los negocios, se basa en la utilización y almacenamiento de enormes bases de datos.
El Data warehouse es, por ejemplo, el proceso de extraer y filtrar datos de las operaciones comunes de la empresa.
- Datos: Q6151996